# Almirante Oquendo (cruzador)
O Almirante Oquendo foi um cruzador blindado da Armada Espanhola comissionado em 1895, lutou na Batalha de Santiago de Cuba em 3 de julho de 1898 contra a Marinha dos Estados Unidos. Levava o nome em homenagem a Antonio de Oquendo, almirante espanhol que derrotou os holandeses que estavam atacando o litoral de Pernambuco em meados do século XVII.

## Características
Almirante Oquendo foi construído em Bilbao , Espanha. Ele foi estabelecido em janeiro de 1889, lançado em 1891, e concluído em 1893.  Ele tinha dois funis e foi rápido e bem armado. Seu armamento principal foi montado na linha de centro em frente barbeta única e para trás.  Sua armadura era pobre: os canhões de 280 mm tinham capuzes apenas levemente blindados, seus canhões 140 mm foram montados ao ar livre no convés superior, o seu cinto de armadura era fino e protegia apenas dois terços do seu comprimento, e ele teve um nível elevado, bordo livre sem proteção, que teve muitos danos durante a Batalha de Santiago de Cuba. Como outros navios de guerra do século XIX, ele foi fortemente mobilado e decorado com madeira, que os espanhóis não conseguiram remover antes de combater e que alimentou os incêndios durante a batalha.  

## História

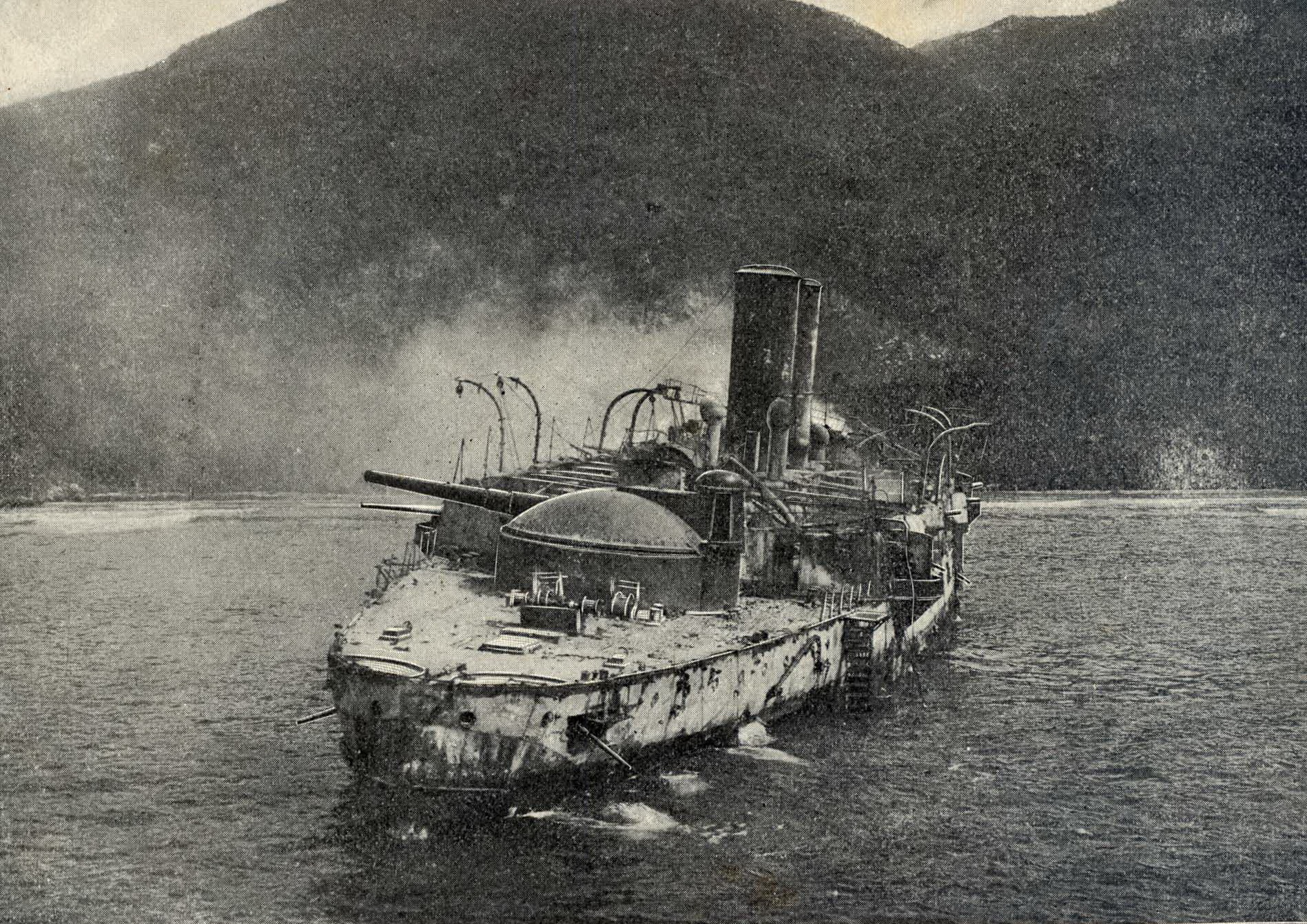
Almirante Oquendo naufragado

O Almirante Oquendo e o resto da frota partiu para Cuba, logo após o início da Guerra Hispano-Americana. A frota espanhola ficou ancorada no porto de Santiago de Cuba, o Almirante Pascual Cervera decidiu furar o bloqueio norte-americano e navegar para o mar aberto, mas os norte-americanos descobriram e iniciaram a perseguição. O Almirante Oquendo e o Cristóbal Colón navegaram para o oeste para fugirem dos navios inimigos enquanto o outros eram atacados, mas não adiantou, os USS Iowa, USS Oregon e o USS Indiana atacaram o Almirante Oquendo que ficou seriamente danificado, um tiro atingiu o convés matando os tripulantes e iniciando um incêndio incontrolável, outro tiro acertou a sala de torpedos ocasionando outro incêndio, temendo que o incêndio na sala de torpedos provocasse uma explosão, o capitão Juan Bautista Lazaga Garay lançou todos os torpedos no mar em seguida autorizou que abandonassem o navio, os marinheiros pularam na água, pois os botes salva-vidas foram destruídos pelos tiros e incêndios, e nadaram até a praia, mas muitos morreram já que atiradores cubanos atiravam nos sobreviventes. O capitão Lazaga vendo que estava tudo perdido, suicidou-se, após os tripulantes terem abandonado o navio.

## Bibliografía
- Congas y Palau, Víctor M. (1898). Puerta del Sol, ed. La escuadra del Almirante Cervera. SAN MARTIN. p. 125. ISBN 9788471403025.
- Nardiz Uribarry, Alfredo (1898). Memorias del Alferez de Navío Nardiz.
- González Echegaray, Rafael (1984). De Santiago a Santader. ISBN 84-398-2478-5.